# Sanguisorba canadensis
Sanguisorba canadensis, o "Canadian burnet", es una especie de planta perenne perteneciente a la familia Rosaceae. 

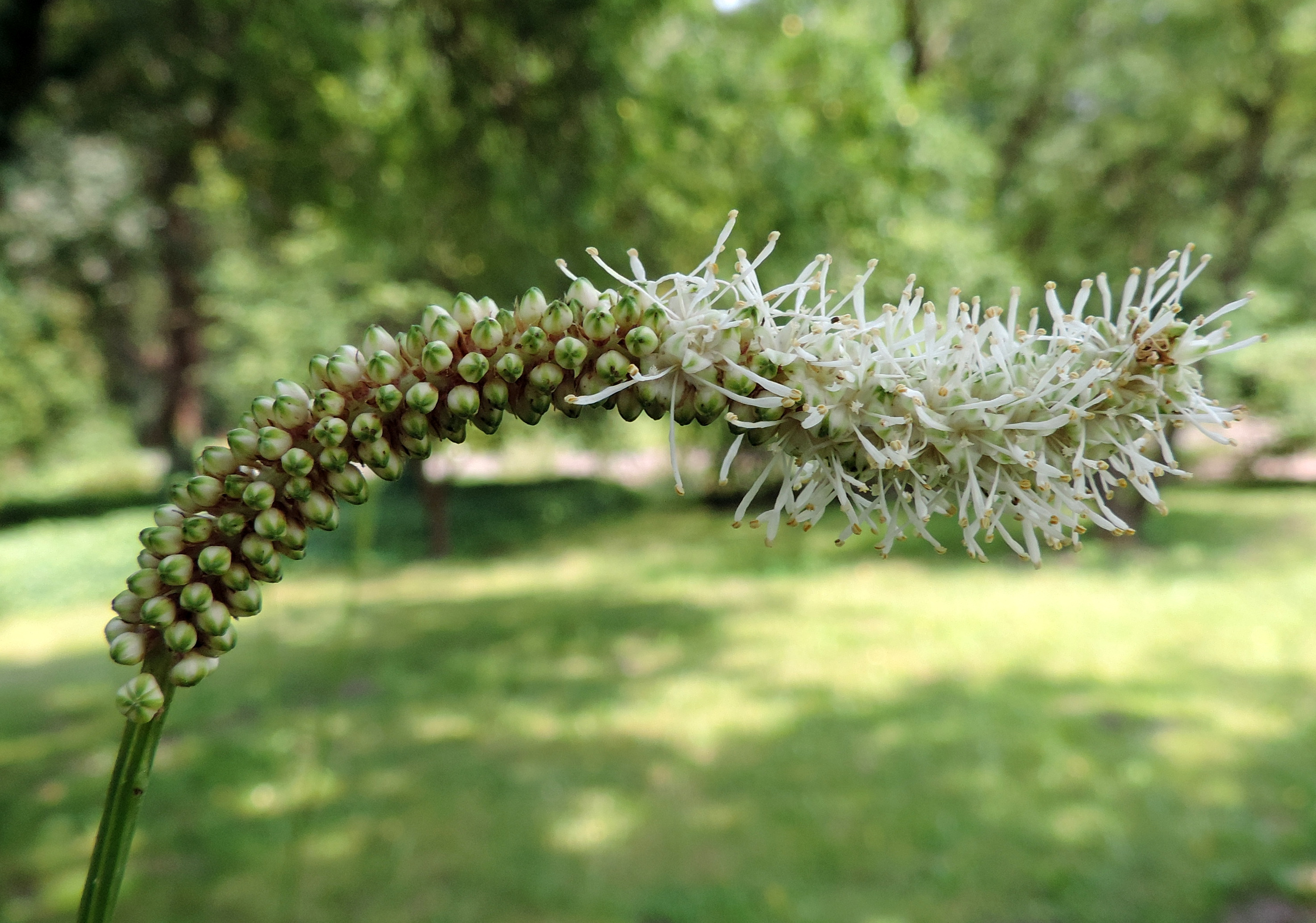
Inflorescencia

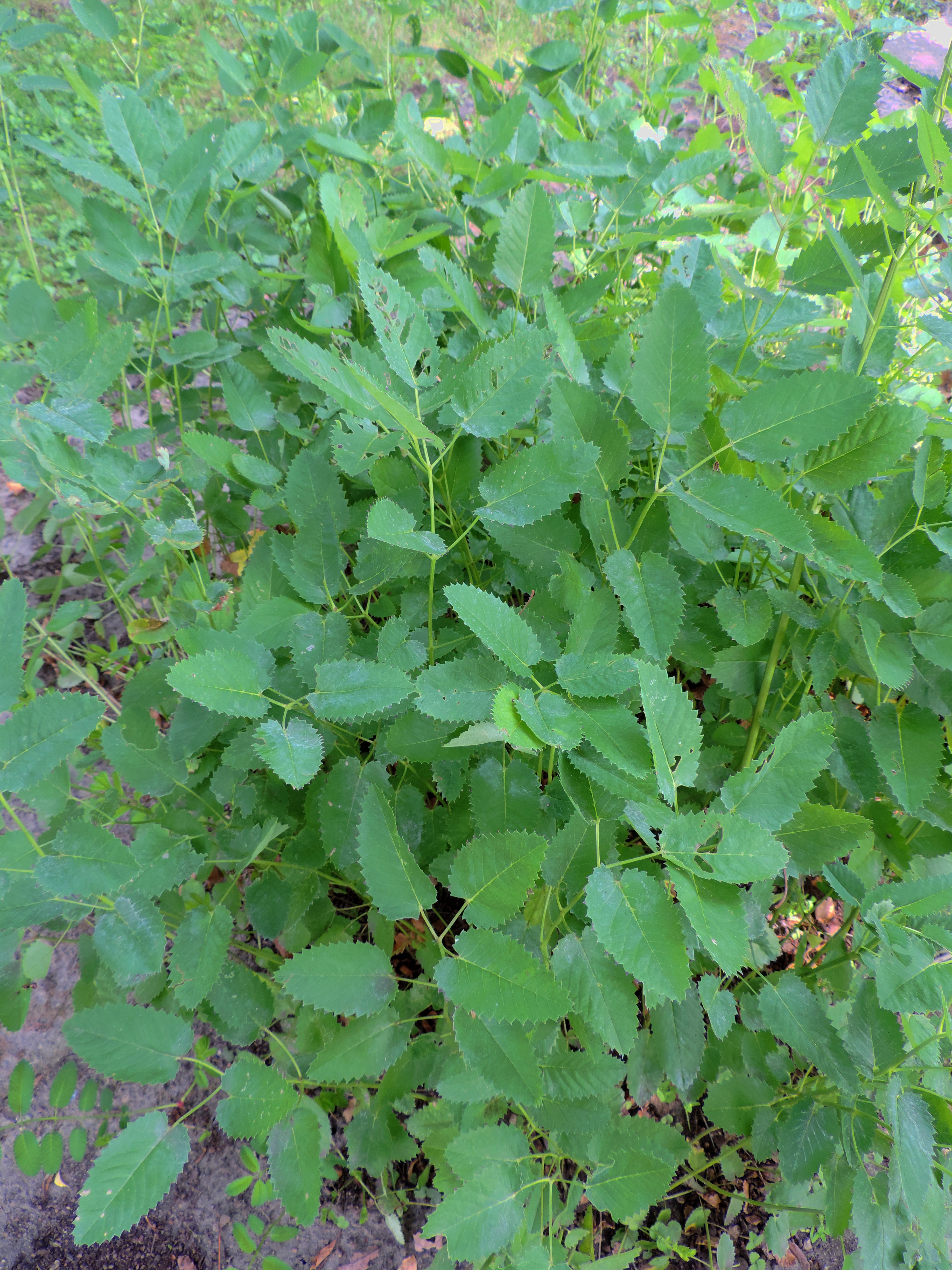
Vista de la planta

## Distribución y hábitat
Es originaria de América del Norte, donde crece en las ciénagas, pantanos y bordes de la carretera desde el Labrador hasta Georgia.

## Descripción
Alcanza una altura de 120 cm tiene las flores blancas que crecen en espigas cilíndricas. A diferencia de sus parientes cercanos, Sanguisorba officinalis y Sanguisorba minor, las hojas deben ser cocinadas para comerlas, con el fin de eliminar el amargor.

## Taxonomía
Sanguisorba canadensis fue descrita por Carlos Linneo y publicado en  Species Plantarum 1: 117, en el año 1753.
Etimología
Sanguisorba: nombre genérico que deriva, probablemente, de la palabra latina sanguis refiriéndose a la capacidad de esta planta para frenar la hemorragia.  
canadensis: epíteto geográfico que alude a su localización en Canadá.
Sinonimia
- Sanguisorba sitchensis C.A.Mey.
- Sanguisorba stipulata Raf.[3]